# 沈煃晃
沈煃晃（？—17世紀），字叔子，號静咸，浙江紹興府山陰縣人，明朝、南明政治人物。

## 生平
沈煃晃為人至孝，服侍父親有名聲，盡力為弟弟籌謀婚事。崇禎六年（1633年）舉浙江鄉試第四十名，次年（1634年）聯捷進士，禮部觀政，十一年二月獲授中書舍人。主考官薛國觀權傾內外，他在元旦投下名刺，拒絕私教，因此十年沒有升遷。薛國觀身敗，他亦未受牽連。其後他奉旨冊封岷王，謝絕餽贈千金。
弘光時，任禮部文選司主事，遷員外郎。不久辭官，在馬塢山著書終老。

## 家族
曾祖沈大本，举人、南宫知县，祖沈官，任湖廣桂阳州同知，父沈之元，邑庠生。

## 引用
1. 1 2  錢海岳《南明史·卷三十·列傳第六》：煃晃，字叔子，紹興山陰人。崇禎十【七】年進士。授中書舍人。
2. ↑  《崇禎七年甲戌科進士履歷便覽》：沈煃晃，曾祖大本，举人、南宫知县，祖官，任湖廣桂阳州同知，父之元，邑庠生。静咸，诗四房，丁未年七月二十四日，绍兴府山阴县人，癸酉乡试四十名，会二百名，三甲一百七十二名，礼部观政，戊寅二月授中书舍人。
3. ↑  嘉慶《山陰縣志·卷十·選舉一》：沈煃晃…… 以上（崇禎）六年癸酉科（舉人）
4. ↑  嘉慶《山陰縣志·卷十四·鄉賢二》：沈煃晃，字叔子，崇禎甲戌進士，授中書。事父以孝聞，力為昆季營婚娶。
5. ↑  錢海岳《南明史·卷三十·列傳第六》：（弘光）時吏部先後司官之可紀者，為顏渾、何應奎、葛含馨、王寖大、姜應龍、武備、沈煃晃、王夢鼎。……座主薛國觀權傾中外，絕不與通，十年不調。冊封岷王，卻餽千金。自文選主事遷員外郎。
6. ↑  嘉慶《山陰縣志·卷十四·鄉賢二》：座主薛國光權傾中外，凡速化者多依附之。煃晃元旦一投刺外，絕不私通，薛每憾之，十年不調。後薛敗，煃晃獨不與；冊封閩藩，却千金饋。移銓部，乞假歸，居馬塢山，鍵戶著書終焉。 府志 舊志均入儒林